# Antyteizm
Antyteizm – postawa polegająca na negatywnym nastawieniu wobec instytucjonalnych religii teistycznych; w wąskim znaczeniu, negatywne nastawienie wobec wiary w boga lub bogów.  

## Opozycja względem religii
Przykład tego poglądu został zademonstrowany w Letters to a Young Contrarian (2001), w których Christopher Hitchens napisał: 

Nie jestem nawet ateistą tak mocno, jak jestem antyteistą. Nie tylko uważam, że wszystkie religie są różnymi wersjami tej samej nieprawdy, lecz jestem również przekonany, że wpływ kościołów oraz efekty religijnej wiary są autentycznie szkodliwe. Rewidując fałszywe twierdzenia religii, nie liczę na to – jak co niektórzy sentymentalni agnostycy zdają się pragnąć – że będą one prawdziwe. Nie zazdroszczę wierzącym ich wiary. Z ulgą podchodzę do tego, że ta cała opowieść jest złowrogim bajkopisarstwem; życie byłoby nędzne, gdyby to, co wierzący utrzymują, faktycznie miało miejsce.

### Krytyka określenia „antyteista”
David Silverman określał się antyteistą, aby podkreślić, że nie jest jedynie bez teizmu, ale przeciwko niemu. Obecnie jednak określa siebie jako  ateistę. W swojej książce Fighting God (2015) wyjaśnia, że określenie antyteista jest niejednozaczne — budzi wątpliwości czy końcówka teista odnosi się do teistów czy do teizmu. Silverman podkreśla, że o ile jest stanowczo przeciwko teizmowi, to nie jest przeciwko teistom, a wręcz działa na ich rzecz. Proponuje on korzystanie z określenia  ateista, aby uniknąć nieporozumień.

## Antyteiści

### XXI wiek
- Richard Dawkins
- Sam Harris
- Lawrence Krauss
- Christopher Hitchens
- Daniel Dennett
- Steven Pinker
- Michael Shermer
- Peter Singer
- Steven Weinberg
- Paul Kurtz
- Edward O. Wilson
- P. Z. Myers
- James Randi
- Peter Atkins
- John Brockman
- Philip Pullman
- Ray Kurzweil
- Susan Blackmore
- Richard Carrier
- Ayaan Hirsi Ali

### XX wiek
- Bertrand Russell – uważał religię za chorobę zrodzoną ze strachu oraz za źródło niedoli dla rodzaju ludzkiego
- Leon Świeżawski
- Isaac Asimov

### XIX wiek
- Thomas Paine
- Karl Marx

### XVIII wiek
- Voltaire
- David Hume[8]

### XVII wiek
- Kazimierz Łyszczyński (1634–1689) — zakonnik katolicki, autor traktatu „O nieistnieniu Boga”
- Jean Meslier (1664–1729) — ksiądz katolicki, autor znalezionego po jego śmierci traktatu „Testament”
- Tommaso Campanella (1568–1639) — zakonnik katolicki, autor traktatu o mylącej nazwie „Ateizm zwyciężony”
- Thomas Aikenhead (1676–1697) — student teologii, krytyk religii objawionych skazany na śmierć za bluźnierstwo
- Lucilio Vanini (1585–1619) — filozof i teolog, pierwszy argumentował, że człowiek pochodzi od małp człekokształtnych; prekursor naukowego determinizmu

### I w. p.n.e.
- Lukrecjusz – autor poematu „O naturze rzeczy”; uważał, że religia jest zrodzona ze strachu i ignorancji

### Organizacje
- Polskie Stowarzyszenie Racjonalistów
- Stowarzyszenie Ateistów i Wolnomyślicieli
- Fundacja Wolność od Religii
- Fundacja Wolnej Myśli
- Fundacja Giordano Bruno
- Richard Dawkins Foundation for Reason and Science
- The Brights

### Książki, eseje, blogi
- List do chrześcijańskiego narodu
- Dlaczego nie jestem chrześcijaninem
- Traktat ateologiczny
- Pharyngula (blog)

### Filmy
- Wrogowie rozumu
- Wiara czyni czuba